# Marco Duronio
Marco Duronio (in latino Marcus Duronius; fl. 98-97 a.C.) è stato un politico romano della Roma repubblicana.
Membro della gens Duronia, Marco era un senatore che fu espulso dal Senato romano nel 97 a.C. per disposizione dei censori Marco Antonio Oratore e Lucio Valerio Flacco: l'accusa era quella di aver abolito durante il proprio tribunato (probabilmente 98 a.C.) la lex sumptuaria e di aver utilizzato espressioni frivole in quella occasione.
In seguito Duronio si vendicò di Oratore accusandolo di ambitus.